# 若林志穂
若林 志穂（わかばやし しほ、1971年9月6日 - ）は、日本の元女優、元アイドル歌手。東京都新宿区出身。デビュー当時は市川晃一事務所、その後太田プロダクションやサンミュージックブレーンに所属した。
一時期、若林しほ名義で活動していた。

## 来歴

### 生い立ち
東京都新宿区高田馬場で生まれ、北区、板橋区で育つ。父の職業は電気工事の仕事であり、会社を経営していた。母はパートをしていた。姉が1人いる。

### 芸能活動
1983年（小学校6年時）、日本テレビ『★憧れ！花★夢★星★  -タモリの- キラキラ美少女コンテスト』にてグランプリを受賞。13歳のとき、映画『生徒諸君!』（1984年、日本ヘラルド）の出演者オーディションにて市川晃一に見出され、同作品へ出演。1984年（中学1年時）、レブロン・アクアマリンイメージガールオーディションにて優勝。1985年2月25日、加藤和彦プロデュースによる「テレフォン・キッス」で、アイドル歌手としてデビューした。同期のアイドルに本田美奈子、中山美穂、南野陽子、斉藤由貴、井森美幸、浅香唯、森口博子、芳本美代子、森川美穂、大西結花、石野陽子、網浜直子らがいる。その年の新人賞レースでは、第18回新宿音楽祭にて銅賞受賞。
1986年7月、TBS系連続ドラマ『わが子よVI』にオーディションにより主演抜擢。以後はおもに俳優として活動する。
1988年4月、TBS系『新まんがなるほど物語』のお姉さん役として出演する。
1991年、TBS系ドラマ『天までとどけ』の長女待子役で人気を博す。
1999年、ヌード写真集『S』を発売。
2001年8月26日、舞台稽古へ向かう途上の世田谷区にて、刃物を振り回す男と制止する警察官が争い、いずれも死亡するという事件を目撃する（犯人は射殺、警察官は刺殺）。精神的にショックを受け、以後の芸能活動を休止した。
のちにサンミュージックブレーンへ移籍し俳優業に復帰。2008年8月、『天までとどけ』で共演した金杉太朗の事故死をきっかけに、再び体調を崩す。2009年5月、「休養が必要」としてサンミュージックブレーンから契約を解除され、芸能界を引退。

### 芸能活動引退後
2010年9月6日、化粧品ブランド「S」のプロデュースを務めた。
2020年4月23日、『天までとどけ』で共演した岡江久美子が新型コロナウイルス感染症により急逝し、インタビューにて追悼の言葉を述べた。
2023年9月、X（旧Twitter）のアカウントを開設。11月12日、Xにてライブ配信を行い、学生時代に髪を切られたこと、撮影中の窃盗犯嫌疑、殺人事件遭遇、共演者から薬物強要、監禁、レイプ、暴力、など辛い体験が重なり複雑性PTSDを患ったことで芸能界を引退したと語った。
2024年1月15日、「脊柱管狭窄症を罹患している」、3月12日には「現在は障害年金や生活保護を受給している」と、それぞれXへ投稿。
同年1月23日、「現在活動を休止しているダウンタウンの松本人志から、過去に励ましの言葉を受けて心遣いに感激した」、1月26日には「松本人志を擁護している」と糾弾するダイレクトメッセージに対して「私は松本人志さんを擁護したのではなく、この様な出来事がありました、とお話しをしたまでです」と、それぞれXへ投稿。
同年3月28日、Ｘのアカウントを削除。
2024年9月、X（旧Twitter）を再開。
2025年6月、X（旧Twitter）をまた削除。

## 人物
板橋区立志村第二中学校卒業。堀越高等学校を中退している。

## 出演

### テレビドラマ
- 愛の劇場（TBS）
  - 「わが子よVI」（1986年） - さつき 役
  - 「天までとどけ」シリーズ（1991年 - 1999年） - 丸山（和田）待子 役
  - 「銀座まんまんなか!」（2003年） - 寺田圭 役
  - 「よい子の味方」（2004年） - 赤城亜矢 役
  - 「大好き!五つ子Go3!!」（2007年） - 西園寺小百合 役
  - 「大好き!五つ子2008」（2008年） - 西園寺小百合 役[13]
- 藤子不二雄の夢カメラ（1988年、フジテレビ・東映）
- 新まんがなるほど物語（1988年、TBS・ダックスインターナショナル）
- 電脳警察サイバーコップ 第4話「交通パニック! コンピューターの罠」（1988年、日本テレビ・東宝企画） - 安藤麗子 役
- ゴリラ・警視庁捜査第8班 第42話「ある少女の反乱」（1990年、テレビ朝日・石原プロモーション）
- いけない女子高物語（1990年、日本テレビ） - 純子 役
- 暴れん坊将軍（テレビ朝日・東映）
  - 暴れん坊将軍IV 第36話「対決! 兇賊七変化」（1991年） - おしの 役
  - 暴れん坊将軍V
    - 第18話「熱き血汐の乙女飛脚」（1993年） - おゆう 役
    - 第40話「お泣き地蔵の恋」（1994年） - お比奈 役

  - 暴れん坊将軍VI 第8話「め組が運んだ涙の訴状」（1994年） - おいち 役
- 代表取締役刑事 第20話「街の灯」（1991年、テレビ朝日系・石原プロモーション）
- 水戸黄門（TBS・C.A.L）
  - 第20部 第31話「娘と名乗れぬ女掏摸・宮津」（1991年6月10日） - お咲 役 ※テロップでは「若村志保」と誤植
  - 第21部 第23話「母の秘密は卍の入れ墨・敦賀」（1992年9月7日） - おゆき 役
  - 第22部
    - 第27話「女たちの復讐・大聖寺」（1993年11月15日） - お美代 役
    - 第35話「飛脚競べで悪を討つ・宇都宮」（1994年1月17日） - おこう 役

  - 第24部 第25話「天下の名医は敵持ち・松本」（1996年3月11日） - あや 役
  - 第31部 第17話「民をあざむく仮面の怪人・備中松山」（2003年2月17日） - 香織 役
  - 第32部 第13話「赤ん坊背負った仇討ち・白石」（2003年11月10日） - 萩 役
  - 第37部 第18話「真夏の恋の物語・尾花沢」（2007年8月6日） - 志津 役
  - 第38部 第10話「人情長屋の心意気！・福井」（2008年3月10日） - お葉 役
- 銭形平次 (北大路欣也版) （フジテレビ・東映）
  - 第1シリーズ 第15話「涙の殺人者」（1991年） - おはる 役
  - 第3シリーズ 第14話「死の花嫁衣裳」（1993年） - おきぬ 役
- ねこのしっぽ （1991年、ケーブルテレビ局限定放送） - 若林珠子 役
- 必殺仕事人・激突! 第14話「主水一家のバブル」（1992年、朝日放送・松竹） - お照 役
- シャンプータイム（1992年、日本テレビ）
- 江戸中町奉行所 第2シリーズ 第11話「命がけ!喧嘩芸者」（1992年、テレビ東京・松竹）
- 大空港'92 第4話「殺人を見た女!? 死体番号4001のミステリー」（1992年11月5日、テレビ朝日） - 兵頭エミ子 役
- 私の結婚 姉の再婚（ネオドラマ）（1992年11月30日 - 12月3日(全4回)、テレビ朝日）
- 高校教師（1993年、TBS） - 田辺里佳 役
- 鬼平犯科帳 (中村吉右衛門版) 第4シリーズ 第6話「俄か雨」（1993年、フジテレビ） - お幸 役
- 闇を斬る!大江戸犯科帳 第19話「蛍大名」（1993年、日本テレビ・ユニオン映画） - おいと 役
- 12時間超ワイドドラマ 織田信長（1994年、テレビ東京） - 徳姫 役
- 出逢った頃の君でいて（1994年、日本テレビ） - 小野由美 役
- 僕が彼女に、借金をした理由。（1994年、TBS） - 梅津佳恵 役
- SALE!（1995年、朝日放送） - 大友葵 役
- 浅見光彦シリーズ(04)佐渡伝説殺人事件（1995年7月31日、TBS） - 駒津彩子（駒津良雄の娘） 役
- 風の刑事・東京発! 第11話「特急あさま・高原に消えた恋人」（1996年、テレビ朝日・東映）
- 銀狼怪奇ファイル FILE 7・8（1996年、日本テレビ） - 春日みどり 役
- 快刀!夢一座七変化 第4話「秀吉の埋蔵金の謎」（1996年、テレビ朝日・東映） - お伊代 役
- 京都祇園入り婿刑事事件簿1（1997年5月） - 橋本久美 役
- ボディーガード（1997年7月） - 剣崎美代 役
- 家政婦は見た! 第9話「新婚夫婦の秘密」（1997年12月4日、テレビ朝日・大映テレビ） - 山村彩 役
- 緋の稜線（1998年） - 各務和音 役
- 早乙女千春の添乗報告書(07)函館湯けむりツアー殺人事件（1998年11月、TBS） - 高萩君江 役
- 火曜サスペンス劇場（日本テレビ）
  - 「監察医・室生亜季子27・複合死因」（2000年1月、東映） - 城山幸子 役
  - 「盲人探偵・松永礼太郎12・今 一度の」（2000年4月） - 杉本真美 役
  - 「弁護士・高林鮎子27・京都保津峡の逆流の殺意」（2000年8月29日、東映） - 森村信代（平田真弓）役
- はぐれ刑事純情派（テレビ朝日・東映）
  - 第10シリーズ第1話スペシャル「母と娘 10年目の再会!南紀・房総、二つの勝浦を結ぶ殺意」（1997年4月2日）
  - 第12シリーズ第13話「安浦刑事が朝帰り!?証言を拒否する女!」（1999年6月23日・再放送日2009年8月3日） - 広田涼子 役
  - 第13シリーズ第16話「バス停を盗んだ女、500メートルの愛」（2000年7月19日） - 滝沢友美 役
  - 第14シリーズ第6話「襲われた刑事！高級マンションを買う女」（2001年5月9日） - 臼井かおり 役
  - 第16シリーズ第17話「スキャンダル殺人！女性エリート官僚の裏の顔」（2003年7月30日） - 佐藤泉 役
- バースデイ〜こちら椿産婦人科〜（1999年） - 諸岡由紀 役
- 幸福の明日（2000年10月 - 12月、東海テレビ・フジテレビ） - 松田ユキ 役
- 土曜ワイド劇場（テレビ朝日）
  - 「西村京太郎トラベルミステリー27」（1995年1月14日） - 西条美保 役
  - 「おとり捜査官・北見志穂2」（1999年） - 宇野鉦子 役
  - 「おばはん刑事!流石姫子6」（2001年7月28日） - 草間由紀江 役
  - 「事件記者冴子の殺人スクープ2」（2001年） - 飯室山香
  - 「月蝕の館殺人事件」（1996年8月17日） - 明日香井深雪 役
  - 「救急救命士・牧田さおり2」（2003年5月31日） - 花村良江 役
  - 「京都南署鑑識ファイル2」（2005年12月10日） - 小菅郁代 役
  - 「タクシードライバーの推理日誌23」（2007年10月6日） - 松原朱音 役
  - 「火災調査官・紅蓮次郎8」（2008年1月26日） - 橋本比佐恵 役
- 松本清張サスペンス特別企画「霧の旗」（2003年9月16日、TBS） - 佐藤信子 役
- はみだし刑事情熱系 （2003年） - 五条万理子
- 月曜ミステリー劇場（TBS）
  - 「万引きGメン・二階堂雪11」（2004年） - 芝浦鈴子 役
- 金曜エンタテイメント
  - 「赤い霊柩車シリーズ20」（2005年） - 遠山美加子 役
- 冬の輪舞（2005年1月6日 - 4月1日放送、東海テレビ・フジテレビ） - 大丸則子 役
- 八丁堀の七人 第六シリーズ 第3話「恐怖が忍び込む!亭主を密告した女」（2005年1月24日、テレビ朝日・東映） - お葉 役
- 松本清張スペシャル「地方紙を買う女」（2007年、日本テレビ） - 殿村愛子 役
- 4姉妹探偵団（2008年、テレビ朝日） - 安藤岐子 役
- パズル 第8話（2008年6月6日、テレビ朝日） - 松村ルリ 役
- 水曜ミステリー9
  - 信濃のコロンボ事件ファイル16」（2008年） - 西津和久子 役
- 月曜ゴールデン
  - 「離婚妻探偵2」（2009年） - 坂本美奈子

### テレビ番組
- クイズ!いち2の三枝（1992年10月 - 1993年3月、テレビ朝日） - 番組アシスタント
- いい旅・夢気分（テレビ東京）

### ラジオ番組
- アクアマリーン恋するラジオ（1984年、文化放送）
- ミスハイスクールDJ（1985年10月 - 1986年3月、文化放送）
- ヨッちゃん・志穂のレブコスーパーサンデー（1984年、文化放送）

### 映画
- 生徒諸君!（1984年）※デビュー作
- ばあじんロード（1985年） - 林田菊子 役
- ドン松五郎の生活 大追跡（1992年）
- 仁義3（1994年）
- 残侠（1999年） - 芳枝 役
- 虹の岬（1999年） - 田野久保千恵 役
- 英二（1999年） - 森島あずさ 役
- 張り込み（2001年） - 一宮スミレ 役　（監督・篠原哲雄、原作・華倫変）
- 女学生の友（2001年）
- やさしい旋律（2008年） - 早坂理沙 役

### アニメ映画
- どんぐりの家（1997年）

### オリジナルビデオ
- くノ一忍法帖III 秘戯伝説の怪（1993年） - 雪羽 役
- 必殺始末人II 乱れ咲く女役者の夢舞台（1997年） - 蝶花 役
- 新 第三の極道VI マフィアの戦慄（1997年） - 伊達弓子(ピアニスト) 役

### イメージビデオ
- ラビリンス・ゴールド（1990年）

### 舞台
- 貪りと瞋りと愚かしさと
- tatsuya―最愛なる者の側へ
- 棋人（チーレン）
- 雪之丞変化

### CM
- ロート製薬『ビバメイト』（1997年）

## ディスコグラフィ

### シングル
| #                | 発売日           | 面               | タイトル             | 作詞                  | 作曲                  | 編曲                       | 規格             | 規格品番         |
| アルファレコード | アルファレコード | アルファレコード | アルファレコード     | アルファレコード      | アルファレコード      | アルファレコード           | アルファレコード | アルファレコード |
| ---------------- | ---------------- | ---------------- | -------------------- | --------------------- | --------------------- | -------------------------- | ---------------- | ---------------- |
| 1st              | 1985年2月25日    | A                | テレフォン・キッス   | 安井かずみ            | 加藤和彦              | 白井良明 武川雅寛 国本佳宏 | EP               | ALR-781          |
| 1st              | 1985年2月25日    | B                | いつも青空のように   | 小林和子              | 網倉一也              | 白井良明                   | EP               | ALR-781          |
| 2nd              | 1985年6月25日    | A                | 夏のバルコニー       | 安井かずみ            | 加藤和彦              | 萩田光雄                   | EP               | ALR-785          |
| 2nd              | 1985年6月25日    | B                | 恋の1・2・3          | 安井かずみ            | 加藤和彦              | 国本佳宏                   | EP               | ALR-785          |
| 3rd              | 1985年10月25日   | A                | MORE THAN 恋         | 児島由美              | 吉田哲                | 国本佳宏                   | EP               | ALR-788          |
| 3rd              | 1985年10月25日   | B                | ロンリー・シンデレラ | 児島由美              | 小森田実              | 国本佳宏                   | EP               | ALR-788          |
| トーラスレコード |                  |                  |                      |                       |                       |                            |                  |                  |
| 4th              | 1988年3月25日    | A                | Heart to Heart       | 伊藤薫                | 伊藤薫                | 藤野浩一                   | EP               | 07TR-1182        |
| 4th              | 1988年3月25日    | B                | 旅立ち               | 鉄道労連 補）志村建世 | 竹内直生 補）渡辺岳夫 | 藤野浩一                   | CT               | 10TT-7110        |

### タイアップ
| 楽曲               | タイアップ                                          | 収録作品                       |
| ------------------ | --------------------------------------------------- | ------------------------------ |
| テレフォン・キッス | 『チャレンジ・ザ・デビュー'85』オーディション課題曲 | シングル「テレフォン・キッス」 |
| 旅立ち             | JRU イメージソング                                  | シングル「Heart to Heart」     |

## 写真集
- 『S』（1999年7月、ワニブックス、撮影：渡辺達生）ISBN 978-4847025402

## DVD
- Legend Gold 〜伝説のスーパーアイドル完全復刻版〜若林志穂「LABYRINTH GOLD」(2009年9月18日発売　日本メディアサプライ)